# 카레이도 스타
《카레이도 스타》(일본어: カレイドスター, 영어:KALEIDO STAR)는 일본의 애니메이션 시리즈물이다. 원작·감독은 사토 준이치이며 제작사는 일본의 GONZO DIGIMATION와 한국의 G&G엔터테인먼트로 한일 합작하여 테레비도쿄에서 2003년 4월 3일 ~ 2004년 3월 27일까지 전 51화로 방영되었다. 대한민국에서는 투니버스에서 방영했다.

## 줄거리
카레이도 스테이지를 동경해 무작정 미국으로 온 나에기노 소라(나소라)가 스테이지에 선택받은 자만 보인다는 정령 후울을 만나 역경을 극복하며 진정한 카레이도 스타로 거듭나는 이야기.

## 시리즈 구성
《카레이도 스타》/ 《카레이도 스타 새로운 날개》
테레비도쿄 계열 방송국에서 2003년 4월 3일 ~ 9월 25일 목요일 17:25 ~ 17:55에 26편이 방영되었다.
이후 《새로운 날개》라는 부제가 붙은 25편이 2003년 10월 4일 ~ 2004년 3월 27일 토요일 9:30 ~ 10:00에 방영되었다.
《카레이도 스타 새로운 날개 -EXTRA STAGE-》
2004년 9월 24일에 OVA로 발매되었다.
《카레이도 스타 Legend of Pheonix ~레이라 해밀턴 이야기~》
2005년 12월 22일 인터넷 선행판매판이, 2006년 1월 27일 일반판매판이 OVA로 발매되었다.
《카레이도 스타 Good이야! Good!》
2006년 9월 27일 OVA로 발매되었다.
위의 3개 OVA 작품은 OVA 발매 전에 위성방송국(CS방송국)의 AT-X에서 선행방송되었다.

## 방영 목록

### 파트 1
| #  | 주제                                                                                         |
| -- | -------------------------------------------------------------------------------------------- |
| 01 | "최초의 굉장한 스테이지" "My Amazing Stage Debut, 初めての！すごい！ステージ"                |
| 02 | "고독하고 굉장한 도전" "My Amazing & Lonely Challenge!, 孤独な すごい チャレンジ"            |
| 03 | "멀고도 굉장한 스테이지" "The Amazing Distant Stage, 遠い すごい ステージ"                   |
| 04 | "노력하면 굉장한 기회" "Try Hard & You'll Get an Amazing Chance, がんばれば すごい チャンス" |
| 05 | "멀고도 가까운 굉장한 가족" "My Amazingly Distant Family, いつも すごい 遠い家族"            |
| 06 | "작고 굉장한 아기물개" "The Amazing Seal, 小さくて すごい オットセイ"                        |
| 07 | "웃음을 잃은 굉장한 소녀" "The Amazing Girl Who Doesn't Smile, 笑わない すごい 少女"         |
| 08 | "힘들어도 굉장한 스타" "An Amazing Star Even in Tough Times, つらくても すごい スター"       |
| 09 | "주연을 향한 굉장한 도전" "My Amazing Challenge for the Lead Role, 主役への すごい 挑戦"     |
| 10 | "주연이 되기 위한 굉장한 벽" "Facing an Amazing Wall, 主役への すごい 壁"                    |
| 11 | "안나의 굉장하지 않은 아버지" "Anna's Not so Amazing Father, アンナの すごくない お父さん"   |
| 12 | "뜨겁고 굉장한 신작" "An Amazingly Hot New Production, 熱い すごい 新作"                     |
| 13 | "폭풍을 부르는 굉장한 공연" "The Amazing Competition Calls Up a Storm, 嵐を呼ぶ すごい 競演" |
| 14 | "수상하고 굉장한 서커스!" "Mysterious Amazing Circus, 怪しい すごい サーカス"                |
| 15 | "디바의 굉장한 사랑" "The Diva's Amazing Love, 歌姫の すごい 愛"                             |
| 16 | "어둡고 굉장한 소문" "An Amazing Sinister Rumor, 黒い すごい 噂"                             |
| 17 | "불타올라라!굉장한!미아!" "Fire It Up! Amazing Mia, 燃えろ! すごい ミア"                     |
| 18 | "유리의 굉장한 함정" "Yuri's Amazing Trap, ユーリの すごい 罠"                               |
| 19 | "가족의 굉장한 사랑" "Amazing Family Ties, 家族の すごい 絆"                                 |
| 20 | "밑바닥부터 굉장한 시작" "An Amazing Change From Zero To Hero, ゼロからの すごい スタート"   |
| 21 | "의문의 굉장한 가면스타" "The Amazing Mystery Star, 謎の すごい 仮面スター"                  |
| 22 | "가면속의 굉장한 각오" "The Amazing Resolve Beneath The Mask, 仮面の下の すごい 覚悟"        |
| 23 | "환상의 굉장한 기술" "The Legendary Amazing Maneuver, 幻の すごい 大技"                      |
| 24 | "계속되는 굉장한 훈련" "The Amazing Intensive Training Continues, まだ続く すごい 特訓"      |
| 25 | "우리들은 굉장한 파트너" "An Amazing Bond, ふたりの すごい 絆"                               |
| 26 | "상처 투성이의 굉장한 부활" "An Amazing Comeback, 傷だらけの すごい 復活"                    |

### 파트 2
| #  | 주제 |
| -- | --- |
| 27 | "스타를 향한 굉장한 서곡 (전편)" "Amazing Prologue to Stardom (Part 1), スターへの すごい プロローグ(前編)" |
| 28 | "스타를 향한 굉장한 서곡 (후편)" "Amazing Prologue to Stardom (Part 2), スターへの すごい プロローグ(後編)" |
| 29 | "새로운 굉장한 라이벌" "An Amazing New Rival, 新しい すごい ライバル"                                       |
| 30 | "또 한명의 굉장한 신인" "The Amazing Newcomer, もう一人の すごい 新人"                                      |
| 31 | "정열적인 굉장한 라이벌" "The Amazing Passionate Rival, 情熱の すごい ライバル"                             |
| 32 | "얼음 위의 굉장한 대결" "Amazing Match On Ice, 氷の上の すごい 対決"                                        |
| 33 | "땀과 눈물의 굉장한 로제타" "Amazing Rosetta of Sweat and Tears, 汗と涙の すごい ロゼッタ"                  |
| 34 | "역시 굉장한 레이라씨" "The Ever Amazing Miss Layla, やっぱり すごい レイラさん"                            |
| 35 | "마리온의 굉장한 데뷔" "Marion's Amazing Debut, マリオンの すごい デビュー"                                 |
| 36 | "레온과의 굉장한 훈련" "Amazing Training With Leon, レオンとの すごい 特訓"                                 |
| 37 | "두명의 굉장한 악마" "The Two Amazing Demons, 二人の すごい 悪魔"                                           |
| 38 | "천사의 굉장한 반격" "Amazing Angelic Counterattack, 天使の すごい 反撃"                                    |
| 39 | "잔혹하고 굉장한 제전" "Cruel Amazing Festival, 惨酷な すごい 祭典"                                         |
| 40 | "절망속의 굉장한 귀국" "Amazing and Sad Homecoming, 絶望の すごい 帰国"                                     |
| 41 | "재출발의 굉장한 결의" "My Amazing Fresh Start, 再出発の すごい 決意"                                       |
| 42 | "예상 밖의 굉장한 공연" "An Amazingly Humiliating Performance, 屈辱の すごい 共演"                          |
| 43 | "경찰 아저씨의 굉장한 프로포즈" "Mr. Policeman's Amazing Proposal, ポリスの すごい プロポーズ"              |
| 44 | "웃는 얼굴의 굉장한 시작" "Launching An Amazing Smile!, 笑顔の すごい 発進!"                                |
| 45 | "레온의 굉장한 과거" "Leon's Amazing Past, レオンの すごい 過去"                                            |
| 46 | "숙명의 굉장한 결투" "The Amazing Fated Duel, 宿命の すごい 決斗"                                           |
| 47 | "춤추며 내려온 굉장한 천사" "Flight of the Amazing Angel, 舞い降りた すごい 天使"                           |
| 48 | "상처받은 굉장한 백조" "The Amazing Injured Swan, 傷ついた すごい 白鳥"                                     |
| 49 | "각자의 굉장한 미래" "Our Amazing Futures, ひとりひとりの すごい 未来(あした)"                              |
| 50 | "피할 수 없는 굉장한 대결" "A Most Amazing and Inescapable Showdown, 避けられない ものすごい 一騎討ち"      |
| 51 | "약속된 굉장한 곳으로" "To the Amazing Promised Place, 約束の すごい 場所へ"                                |
| 52 | "웃지 않는 굉장한 공주님" "The Amazing Princess Without a Smile, 笑わない すごい お姫様"                    |

## 등장인물
- 나에기노 소라 (나소라) (성우: 히로하시 료/김서영)
- 레이라 해밀턴 (성우: 오오하라 사야카/박경혜, 김현지(아역))
- 풀 (성우: 고야스 다케히토/홍시호)
- 미아 기엠 (성우: 니시무라 지나미/한신정)
- 안나 하트 (성우: 와타나베 아케노/이현진)
- 켄 로빈스 (성우: 시모노 히로/홍범기)
- 유리 키리안 (성우: 지바 스스무, 하야미즈 리사(아역)/정명준)
- 로제타 파셀 (성우: 미즈하시 카오리/이자명)
- 사라 듀퐁 (성우: 히사카와 아야/김효선)
- 마리온 베니니 (성우: 오리카사 후미코/이용신)
- 조나단 (성우: 고자쿠라 에쓰코/정유미)
- 칼로스 에이도 (성우: 후지와라 케이지/정승욱)
- 레온 오즈왈드 (성우: 사쿠라이 다카히로/이주창)
- 메이 왕 (성우: 나카하라 마이/이계윤)
- 제리 (성우: 이시즈카 운쇼/박만영)
- 케이트 (성우: 야나기사와 마유미/정선혜)
- 캐시 티모어 (성우: 미쓰이시 고토노/이동은)
- 맥컬리 톰슨 (성우: 시마 료카/정혜옥)
- 소피 오즈왈드 (성우: 사와시로 미유키/여민정)
- 잭 바론 (성우: 이시이 고지/문관일)
- 도나 워커 (성우: 후카미 리카/이지영)
- 아론 브라스 (성우: 오오니시 다케하루/현경수)
- 샬롯 (성우: 아비루 유/정유미)
- 줄리 (성우: 오오모리 레이코/정혜옥)
- 아랑 루베르 (성우 : 와타베 다케시/최석필)
- 류 (성우: 도미자와 미치에/이소은)